# Дієго Валері
Дієго Валері (ісп. Diego Hernán Valeri, нар. 1 травня 1986, Валентін-Альсіна) — аргентинський футболіст, півзахисник клубу «Ланус».
Виступав за національну збірну Аргентини.
Чемпіон Аргентини. Володар Суперкубка Португалії. Володар Кубка Португалії.

## Клубна кар'єра
У дорослому футболі дебютував 2003 року виступами за команду «Ланус», у якій провів шість сезонів, взявши участь у 96 матчах чемпіонату. 
Згодом з 2009 по 2011 рік грав на умовах оренди за португальський«Порту» та іспанську «Альмерію», а 2013 року став гравцем американського «Портланд Тімберс», де провів дев'ять наступних років.
До «Лануса» повернувся 2022 року.

## Виступи за збірну
У 2011 році дебютував в офіційних матчах у складі національної збірної Аргентини.
| Дата      | Місто          | Господарі | Результат | Гості     | Турнір           | Голи | Примітки |
| --------- | -------------- | --------- | --------- | --------- | ---------------- | ---- | -------- |
| 16-3-2011 | Сан-Хуан       | Аргентина | 4 – 1     | Венесуела | товариський матч | -    |          |
| 20-4-2011 | Мар-дель-Плата | Аргентина | 2 – 2     | Бразилія  | товариський матч | -    |          |
| 25-5-2011 | Ресістенсія    | Аргентина | 4 – 2     | Парагвай  | товариський матч | -    | 86'      |
| Усього    |                | Матчів    | 3         |           | Голів            | 0    |          |

## Титули і досягнення

### Командні
- Чемпіон Аргентини (1):

«Ланус»: Apertura 2007
- Володар Суперкубка Португалії (1):

«Порту»: 2009
- Володар Кубка Португалії (1):

«Порту»: 2009-2010

### Особисті
- MLS Best XI: 2013, 2014, 2017
- Найцінніший гравець MLS: 2017